# Приключения Майло и Отиса
«Приключения Майло и Отиса» (также «Приключения Мило и Отис», англ. The Adventures of Milo and Otis, альтернативное название «Приключения Чатрана» англ. The Adventures of Chatran), оригинальное название «История котёнка» (яп. 子猫物語 конэко моногатари) — японский документально-постановочный фильм 1986 года, повествующий о путешествии рыжего котёнка и его встречах с различными зверями. Входит в список самых кассовых фильмов в Японии. Сокращённый вариант фильма, озвученный по-английски (и с другими именами персонажей), в 1989 году вышел в прокате в США, где приобрёл известность.
Фильм был снят Масанори Хатой в его частном заповеднике и нередко упоминается как образец жестокого обращения с животными в кино: хотя это и не было полностью подтверждено, считается, что во время съёмок на постановочных сценах могло погибнуть или пострадать множество животных.

## Сюжет
Действие происходит в сельской местности, героями повествования являются только животные. У трёхцветной кошки в коровнике рождаются несколько котят. Один из них, рыжий полосатый котёнок Чаторан (в английской версии Майло или Мило), становится другом мопса Пусукэ (в английской версии Отис), с которым они часто играют. Однажды весенним днем, играя с Пусукэ в прятки, Чаторан забирается в деревянный ящик возле мостков на берегу реки, но ящик уносит водой. Пусукэ следует по суше за котёнком, при этом по дороге на него нападает медведь, c которым мопс вступает в схватку. Чаторан выживает даже после того, как в ящике преодолевает водопад. Наконец он достигает суши, где начинаются его встречи с другими животными.
Сначала Чаторан встречает лису, зарывающую свою добычу в землю, и крадёт её добычу. Позже Пусукэ пытается узнать у лисы о местонахождении кота, но вместо этого лиса предлагает ему играть. Чаторан совершает небольшое путешествие на спине лошади, а ночью спасает из леса поросёнка и отводит его к матери, братьям и сестрам. Ночует он вместе с поросятами. На следующий день Чаторан ловит рыбу, опустив хвост в реку, однако енот отнимает у него улов. Чаторан встречает Пусукэ и вместе они оказываются на коровьей ферме. Пусукэ отгоняет ворон, которые слетаются к новорожденному телёнку, однако в конечном итоге телёнок всё равно погибает.
Снова потеряв из виду мопса, Чаторан ночует в гнезде совы, которая неожиданно делится с ним рыбой. Днём он охотится в гнездовье чаек на пляже и пытается поймать птенца, но чайки преследуют его и сбрасывают со скалы в море. Чаторан выплывает и оказывается на пляже, где находит хижину и отдыхает в ней. Туда приходит медведь и нападает на Чаторана, которому с трудом удаётся прогнать хищника, уронив на него вещи со шкафа. На дереве кота преследует змея, из-за чего он спрыгивает и попадает в глубокую яму. Пусукэ прибегает туда, пытаясь помочь другу, и в результате вытягивает Чаторана наверх при помощи зажатой в зубах верёвки.
Наступает осень, и Чаторан с Пусукэ направляются домой. По дороге кот встречают белую кошку и остаётся с ней, мопс же уходит. Зимой кот и кошка живут в лесу, у них рождаются котята. Весной Чаторан с семьёй встречает Пусукэ, который тоже стал отцом. Рождаются детёныши и у енотов, лис, медведей и других животных.

## Создание
Автором фильма стал японский зоолог и писатель Масанори Хата, который основал на восточном побережье Хоккайдо собственный заповедник «Царство животных Муцугоро». За четыре года Хата вместе с помощником режиссёра Коном Итикавой сняли 400 тысяч футов киноплёнки, из которых был смонтирован полуторачасовой фильм.
Фильм был показан на кинорынке Каннского кинофестиваля и 12 июля 1986 вышел в кинопрокат в Японии, где стал самым кассовым фильмом года. В 1986 году он собрал 5,4 миллиарда иен, а всего в Японии фильм получил 9,8 миллиарда иен, или более 90 миллионов долларов.
Для распространения в США компанией Columbia Pictures продолжительность фильма была сокращена до 76 минут, имена героев были изменены, а закадровый текст на английском языке прочитал Дадли Мур. Фильм вышел в США 25 августа 1989 года под названием «Приключения Майло и Отиса».

## Отзывы
Фильм относят «к лучшим образцам фильмов с котиками, стоящим на стыке документального и игрового кино», наряду с такими лентами, как «Дорога домой: Невероятное путешествие» или «Худшее Рождество Сердитой кошки». На Rotten Tomatoes у него уровень одобрения 80 % на основе 10 рецензий, со средневзвешенной оценкой 6,9 из 10. На Metacritic фильм получил 72 балла из 100.
Вместе с тем, фильм получил печальную известность из-за предполагаемого жестокого обращения с животными во время съёмок. Так, «по слухам, на съёмках загубили около 20 котят. На зверей натравливали змей, сбрасывали со скал, оставляли посреди безлюдной местности». Когда об этом стало известно в Австралии, «общественному осуждению не было предела, и кино бойкотировали». В 1990 году, через год после выхода фильма в США, Общество защиты животных Соединённых Штатов выпустило специальный пресс-релиз, в котором кратко говорилось об истории создания фильма. Там утверждалось также, что главный герой был сыгран 27 разными котами. В самой картине не показано, чтобы кто-либо из животных пострадал, однако ещё до выхода в США имелись слухи о том, что несколько кошек погибло во время съёмок. Общество предприняло попытки расследования при помощи своих контактов в Европе, где, как правило, имеется информация о киносъёмках по всему миру, однако, хотя европейские коллеги также были в курсе слухов, они не смогли верифицировать их.